# Herforder Orgelsommer

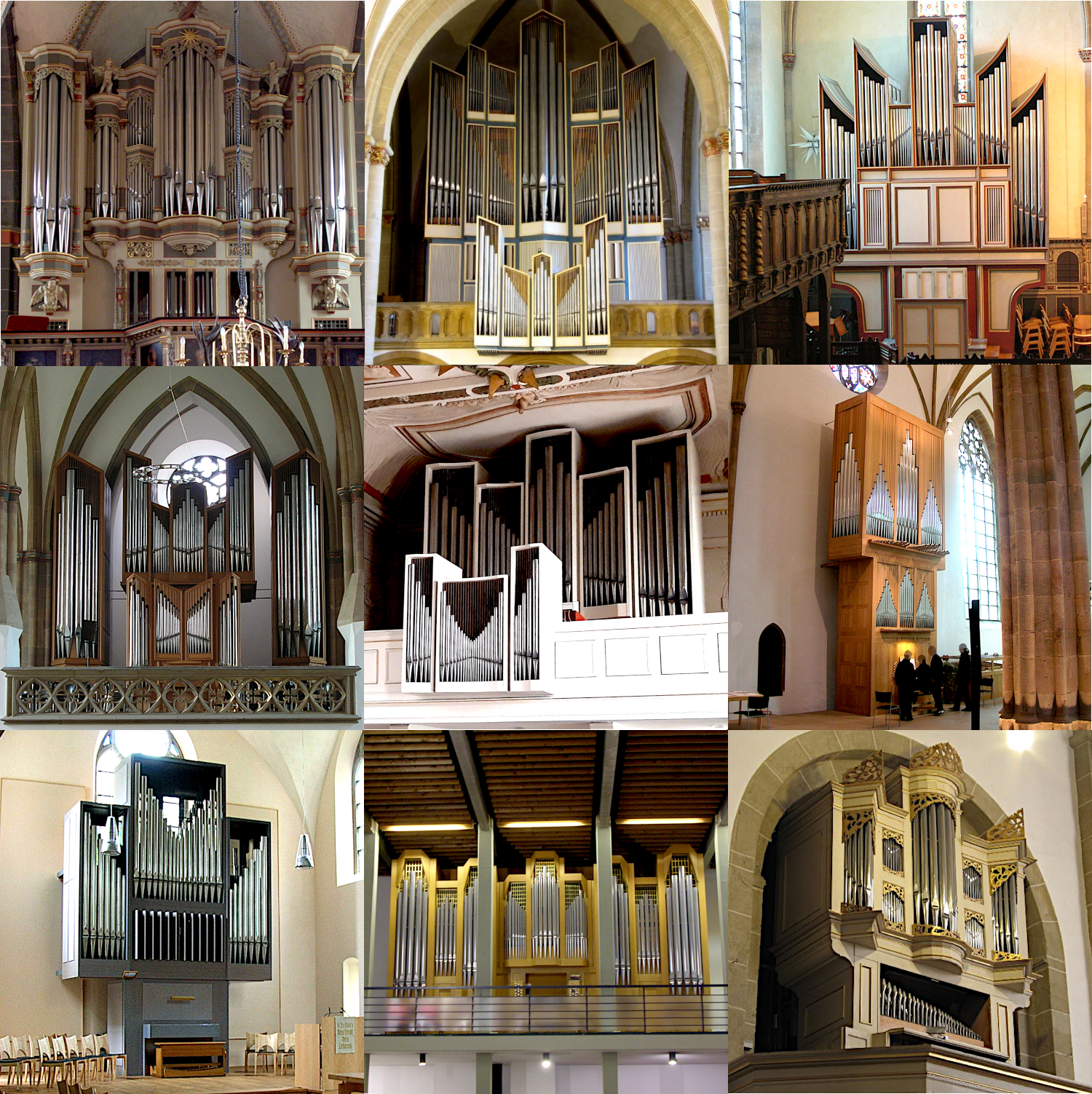
Jakobikirche, Münsterkirche Hauptorgel, Johanniskirche, Marienkirche Hauptorgel, St. Johannes Baptist, Marienkirche Chororgel, Petrikirche, St. Paulus, Münsterkirche Chororgel (v. l. n. r. und o. n. u)

Der Herforder Orgelsommer ist eine vom früheren Münsterkantor Hartmut Sturm (1942–2021) initiierte und durch seinen Nachfolger  Stefan Kagl ausgebaute Konzertreihe, die jährlich seit dem Jahr 2000 zwischen Juli und September unter Mitwirkung renommierter Musiker aus ganz Europa jeweils sonntags um 18 Uhr in verschiedenen Herforder Kirchen stattfindet. Seit dem Jahr 2025 wird die künstlerische Leitung von Kreiskantor Leon Immanuel Sowa übernommen.
Zusätzlich finden an jedem Sonntag Nachmittag verschiedene Stadtrundgänge statt, deren gemeinsamer Endtreffpunkt der anschließende Besuch der Orgelkonzerte ist.
Die Veranstaltungen stehen jeweils unter einem Motto, beispielsweise im Jahr 2017 „500 Jahre Reformation“. Der Eintritt ist frei, Spenden zur Finanzierung der Konzertreihe sind am Ausgang erbeten.